# تخت رستم (فراه)
تخت رستم فراه سازه ویرانه باستانی در سیستان بزرگ و در فراه در سیستان افغانستان است. این تخت آتشکده زرتشتیان بود که در جواراش ارگ بزرگ قرارداشت. تخت رستم فراه در حدود ۱۵ کیلومتری جنوب شرقی شهرستان از فراه نهفته است. به ارگ قلعه کافر هم گفته شده است.

## تصاویر
- http://www.pajhwok.com/en/photo/183918